# Simone de Beauvoir
Simone de Beauvoir (; n. 9 ianuarie 1908, Paris, Franța – d. 14 aprilie 1986, Paris, Franța)a fost o eseistă, scriitoare (premiată cu Premiul Goncourt 1954), și în același timp o figură de marcă a existențialismului și a feminismului în Franța, militantă a mișcării intelectuale contestatare de după al Doilea Război Mondial.

## Biografie
Născută într-o familie burgheză și catolică, adoptă ateismul încă din adolescență, hotărându-se să-și dedice viața scrisului și studiului. Îl întâlnește pe Jean-Paul Sartre, cu care va lega pe parcursul întregii vieți o relație de iubire și prietenie devenită legendară. Începe ceea ce va numi faza "morală" a vieții sale, obiectivată mai întâi prin eseul Pyrrhus et Cinéas (1944), romanul L'Invitée și, în sfârșit, publicarea lucrării filozofice Pour une morale de l'ambiguïté, în 1947. Alături de Jean-Paul Sartre, va construi proiectul existențialist, deopotrivă etic, filozofic și literar, al intelectualului angajat. Militează public alături de acesta, criticând poziția Franței în conflictul din Algeria și manifestându-se în general împotriva colonialismului anacronic și a oricărei opresiuni colective sau individuale.

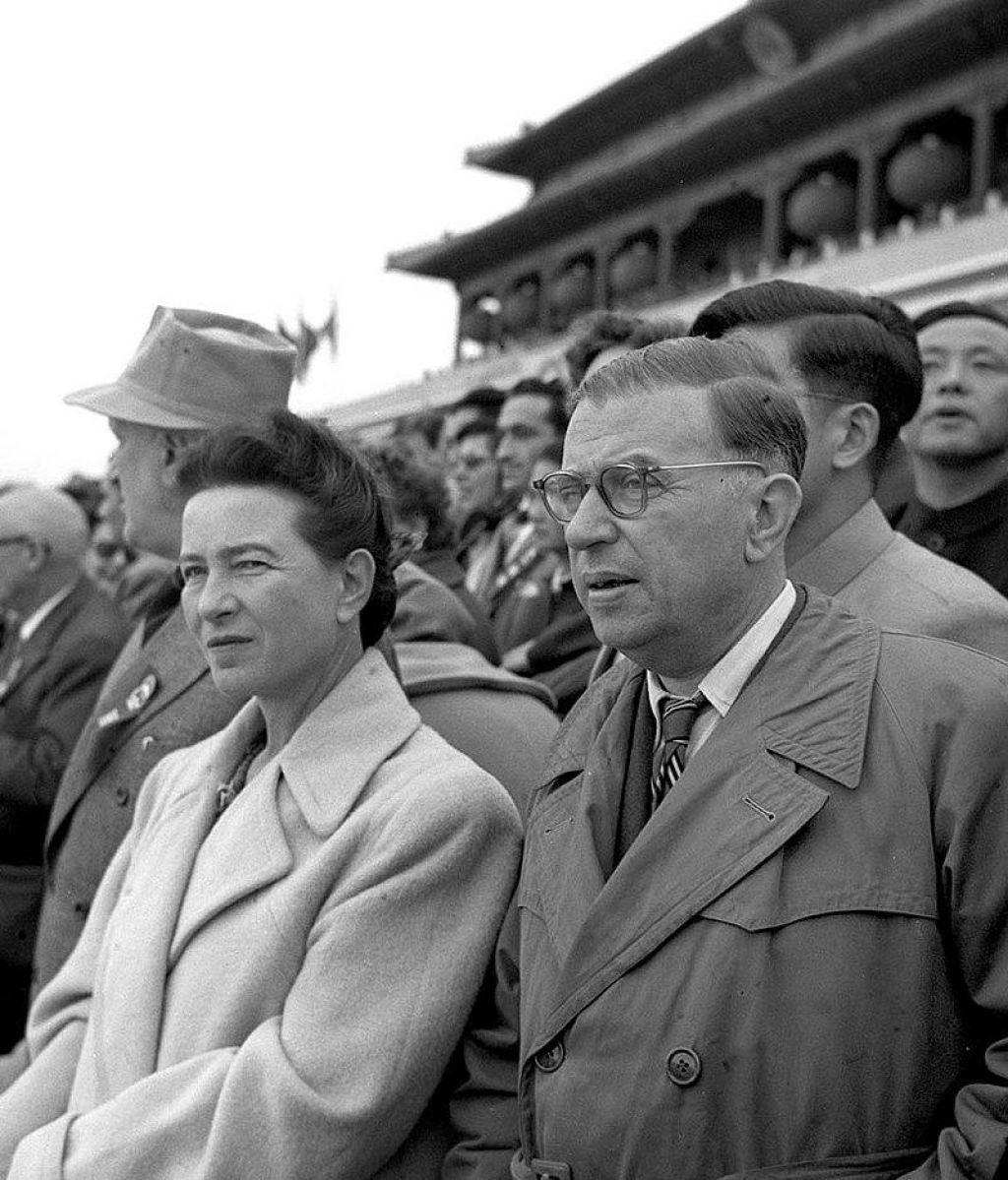
Simone de Beauvoir și Jean-Paul Sartre în 1955

În 1949 apare faimoasa sa lucrare Le Deuxième sexe (Al doilea sex), în care e descrisă cu splendida acribie argumentativă o istorie a opresiunii feminine de-a lungul secolelor și o tipologie a caracterelor deformate astfel de o tradiție milenară. Tratatul, considerat o biblie a feminismului, pornește de la principiile existențiale asupra contingenței și libertății expuse în cartea lui Sartre, Ființa și neantul.
Respingând mitul pios și rizibil al "eternului feminin", ideea unei "naturi" feminine ca esență imuabilă și eternă, statuează celebrele cuvinte: "Femeie nu te naști, ci devii". În anii următori, după premiul Goncourt acordat pentru romanul Les Mandarins, interesul său se va îndrepta spre scrierile autobiografice, în care va descrie cu precădere anii petrecuți lângă Sartre în diversele angajări și evenimente ale epocii. Participă alături de el la multiple acțiuni publice și la redactarea revistei Les Temps modernes, îngrijindu-se în același timp și de buna editare a manuscriselor sartriene. Moare, zi după zi, la șase ani după moartea lui, lăsând în urmă o remarcabilă operă literară, eseistică și memorialistică. În La Cérémonie des adieux va înregistra aceste ultime cuvinte ale lui Sartre: "Moartea nu ne va reuni. Așa stau lucrurile. Cu toate astea, e splendid în sine că am reușit să ne trăim viețile în armonie pentru atâta vreme." Trupul său va fi îngropat în cimitirul Montparnasse, alături de cel al lui Sartre.

## Opera

### Romane
- L'Invitée, 1943
- Le sang des autres, 1945
- Tous les hommes sont mortels, 1946
- Les Mandarins, 1954, premiul Goncourt
- Les belles images, 1966
- La femme rompue, 1968
- Quand prime le spirituel, 1979

### Eseuri
- Pyrrhus et Cinéas, 1944
- L'Existentialisme et la Sagesse des nations, 1945
- Pour une morale de l'ambiguïté, 1947
- Le Deuxième sexe, 1949
- Privilèges, 1955
- La Longue Marche, 1957
- La Vieillesse, 1970
- Faut-il brûler Sade?, 1972

### Memorii, corespondență
- L'Amérique au jour le jour, 1948
- Mémoires d'une jeune fille rangée, 1958
- La Force de l'âge, 1960
- La Force des choses, 1963
- Une Mort très douce, 1964
- Tout compte fait, 1972
- La Cérémonie des adieux, 1981
- Journal de guerre, 1990
- Lettres à Sartre, 1990
- Lettres à Nelson Algren, 1997
- Correspondance croisée. 1937-1940, 2004
- Cahiers de jeunesse, 2008

### Volume traduse în limba română
- Femeia pierdută, traducere Cornelia Sebe, Editura Opan H, 1993 ISBN: 973-96346-0-5
- Invitata, traducere Maria Ivănescu, Editura Opan H, 1994 ISBN: 973-96346-4-8
- Puterea vîrstei, Editura Amarcord, Timișoara, 1998 ISBN: 973-9244-40-8
- Al doilea sex, Editura Univers, 1998 ISBN: 973-697-575-4
  - Al doilea sex, traducere Diana Crupeschi, Editura Univers, 2004
- Imagini frumoase, traducere Ileana Vulpescu, Editura Paralela 45, 2005 ISBN: 973-697-575-4
- Toți oamenii sunt muritori, traducere Florica-Eugenia Condurachi,  Editura Univers, 2008 ISBN: 978-1-60257-096-2
- Sîngele celorlalți, traducere Ileana Vulpescu, Editura Paralela 45, 2008 ISBN: 978-973-47-0392-0
- Femeia sfâșiată, traducere Livia Iacob, Editura Univers, 2009 ISBN: 978-1-60257-159-4
- Memoriile unei fete cuminți, traducere Ioana Ilie, Editura Humanitas,2011 ISBN: 978-973-50-3148-0
- Criză la Moscova, traducere Viorel Vișan, Pandora Publishing, 2014ISBN: 978-973-1989-42-6
- Femeia sfâșiată, traducere Anca Milu-Vaidesegan, Editura Humanitas, 2014 ISBN: 978-973-689-673-6